# Martin Seligman
Martin E.P. Seligman (Albany, Nova York, 12 d'agost de 1942) és professor de psicologia a la Universitat de Pennsilvània. Elegit president de l'American Psychological Association l'any 1998. Director del Positive Psychology Center a la Universitat de Pennsilvània.

## Contribució
Durant els anys 70 del segle XX, Martin Seligman va desenvolupar una teoria que, en un principi va servir per explicar comportament animal, posteriorment s'ha mostrat amb gran capacitat explicativa per a un nombre important de fenòmens humans, especialment amb la incorporació de la teoria de l'atribució al model.
Seligman va explicar el fenomen en termes d'una percepció de no contingència entre possibles conductes d'evasió i les seves conseqüències nul·les, és a dir, faci el que faci l'animal sempre obtindrà el mateix resultat negatiu. És el principi de la seva Teoria de la Indefensió Apresa, té com a conseqüència més directa del procés la pèrdua de tota resposta d'afrontament.
També va estudiar els mecanismes que poden provocar situacions de pessimisme crònic, el que ell descriu com indefensió apresa (learned helplessness), i que considera una de les causes de la depressió. Ha fet importants contribucions en el camp de la Psicologia positiva.
Estudia el comportament de les persones, els aspectes més positius de l'ésser humà: les bases psicològiques del benestar i de la felicitat; aquells trets que ens permeten superar amb èxit les situacions vitals crítiques, o l'aplicació d'estratègies efectives per potenciar qualitats positives com l'optimisme, la satisfacció vital o les emocions positives a les nostres vides. L'estil optimista, segons Seligman implica creure en els èxits i assumir de forma més positiva els possibles fracassos.

## Publicacions
- Seligman, M.E.P. (1975). Helplessness: On Depression, Development, and Death. San Francisco: W.H. Freeman. ISBN 0-7167-0752-7 (Paperback reprint edition, W.H. Freeman, 1992, ISBN 0-7167-2328-X)
- Seligman, M.E.P. (1990). Learned Optimism. New York: Knopf. (reissue edition, 1998, Free Press, ISBN 0-671-01911-2)
- Seligman, M.E.P. (1993). What You Can Change and What You Can't: The Complete Guide to Successful Self-Improvement. New York: Knopf. ISBN 0-679-41024-4 (Paperback reprint edition, 1995, Ballantine Books, ISBN 0-449-90971-9)
- Seligman, M.E.P. (1996). The Optimistic Child: Proven Program to Safeguard Children from Depression & Build Lifelong Resilience. New York: Houghton Mifflin. (Paperback edition, 1996, Harper Paperbacks, ISBN 0-06-097709-4)
- Seligman, M.E.P. (2002). Authentic Happiness: Using the New Positive Psychology to Realize Your Potential for Lasting Fulfillment. New York: Free Press. ISBN 0-7432-2297-0 (Paperback edition, 2004, Free Press, ISBN 0-7432-2298-9). En castellà: Seligman, M.E.P. (2005). La auténtica felicidad. Ediciones B, ISBN 978-84-666-2332-2.